# Coddingtonia huifengi
Espèce
Coddingtonia huifengi est une espèce d'araignées aranéomorphes de la famille des Theridiosomatidae.

## Distribution
Cette espèce est endémique de Sumatra en Indonésie. Elle se rencontre vers Simarasok.

## Description
La femelle holotype mesure 2,13 mm et le mâle paratype 1,87 mm.

## Étymologie
Cette espèce est nommée en l'honneur de Hui-feng Zhao.

## Publication originale
- Feng & Lin, 2019 : Three new species of the genus Coddingtonia from Asia (Araneae, Theridiosomatidae). ZooKey, no 886, p. 113-126 (texte intégral).